# تصنيف غير رسمي (أحياء)
في علم التصنيف، التصنيف الغير رسمي أو المجموعة غير الرسمية (بالإنجليزية: Informal group)‏، هي مجموعة غير رسمية في المراتب التصنيفية لا يتم اعتبارها كمجموعة يتم تحديد الأنواع من خلالها.